# Aguas Claras de Upala
Aguas Claras es el segundo distrito del cantón de Upala, en la provincia de Alajuela, de Costa Rica.

## Historia
En el período previo a la conquista, el territorio de la actual comunidad de Aguas Claras estaba poco habitado, sin embargo existen evidencias de la presencia en la zona de pequeños focos de población o bien de una zona de paso, esto basándose en “guacas” nombre que se le da en la zona a las tumbas, a restos de piezas de cerámica, piedras y demás herramientas utilizadas por indígenas.

En 1911 según el acuerdo n° 289, del Poder Ejecutivo; fue cambiado el nombre de Zapote de Guatuso, por el de Upala; que significa “casa grande cerca del río” en la lengua indígena Náhuatl.  
El poblado de Aguas Claras pertenecía a Upala, el cual, a su vez pertenecía desde 18 de octubre de 1915 al octavo cantón de Alajuela; Grecia. Según decreto número 20, de la división territorial administrativa. Durante el gobierno de Alfredo González Flores. Posteriormente, la ley 4541 del 17 de marzo de 1970, en su artículo 1 y 2 describe la segregación y límites del actual cantón número trece de la provincia de Alajuela, Upala; así como los distritos y poblados que lo conforman.
El distrito de Aguas Claras pertenece administrativamente a la provincia de Alajuela, cantón de Upala, siendo Aguas Claras el distrito número 2 de la región y a su vez el distrito con mayor extensión territorial del cantón, con un total de 407,64 km². 
Según datos recopilados entre los pobladores con más antigüedad en habitar la zona de Aguas Claras, se hace referencia a los primeros pobladores de la región a las siguientes personas: Angelina Rivas, Porfirio Ruiz Navarro, Gregorio Morales, Enrique Ocón, Lorenzo Cubillo, Ricardo Pazos, Fausto Rivas, Simón Bustos, Catalino Bustos, Leopoldo Guadamuz “Polo Bustos”, Nautilio Boza, Teodoro Duarte, , Andrés Lacayo, Inés Guido, Pantaleón Calvo, Juan Murillo., Rafael Murillo, José María Murillo, entre otros.
Según relatos de los pobladores, la comunidad de Aguas Claras tiene un inicio aproximado entre los años 1930 a 1950, con una población de alrededor de once familias distribuidas en las diferentes partes de la comunidad, que hoy en día son conocidas como Río Negro, Armenias y San Isidro, etc…
Los primeros pobladores provenían de diferentes partes del país como por ejemplo San Carlos, Cañas y otros lugares de Guanacaste; pero, en su mayoría provenían de Nicaragua.
Los primeros pobladores se dedicaron al cultivo de frijoles puesto que la zona era perfecta para este tipo de cultivo, además se dio el cultivo de arroz,  caña de azúcar y en menor medida maíz, en general era una agricultura de subsistencia en la cual los pobladores cultivaban lo que consumían y lo complementaban con productos nativos de la región, con la pesca y con la caza, que según cuentan las personas entrevistadas la fauna era muy abundante en la zona. Donde era muy común encontrar: tepezcuintle, danta, venado, jabalí (cariblanco), saíno, pavas, pavón, entre muchos otros.
En cuanto al comercio, este era muy rudimentario, teniendo que transportar los productos cosechados en la zona hasta Bagaces, que era el centro de población más cercano. Los productos eran transportados en carreta siendo una jornada de 4 a 6 días desde Aguas Claras hasta Bagaces, en cuanto a las vías de comunicación, no existían carreteras como las conocemos hoy en día, los caminos fueron trillos elaborados por los mismos pobladores sobre los cuales más tarde se construirían los actuales caminos. 
El comercio hizo que la comunidad fuera conocida como una zona muy productiva y con esto se incrementó el número de familias que arribaron a la zona en busca de tierras fértiles para el cultivo de productos como el frijol y el maíz, es así; como surgen los diferentes centros de población y con éstos la aparición de las primeros puentes, caminos, templos religiosos y escuelas.

## Ubicación
El distrito de Aguas Claras colinda al norte con el distrito de San José, al sur con los cantones de Liberia y Bagaces de la provincia de Guanacaste, al oeste con Dos Ríos y al este con los distritos de Canalete y Bijagua.

## Geografía
Aguas Claras cuenta con un área de 408,54 km² y una altitud media de 375 m s. n. m.
Se ubica en la ladera noroeste del Volcán Miravalles.  Pertenece a la cordillera de Guanacaste, por lo que cuenta con muy variadas características geográficas y de relieve, contando con llanuras de baja altura como lo es la zona de Cuatro Bocas y territorios muy irregulares tales como las comunidades de Armenias y Aguas Claras. En cuanto a recursos hidrológicos, el distrito de Aguas Claras posee muchos ríos que recorren los poblados del distrito, dando una característica especial al relieve y la flora de la región.

## Demografía
Para el año 2022, Aguas Claras cuenta con una población estimada de 5648 habitantes, y para el último censo efectuado, en 2011, Aguas Claras contaba con una población de 4939 habitantes.
Se estima que la población es mayor por la cantidad de personas que migran desde Nicaragua, quienes representan un alto número de población difícil de precisar puesto que en su mayoría se encuentran en estado migratorio ilegal; no existe un estudio actualizado del nivel económico de las personas de la comunidad sin embargo el distrito cuenta con alto índice de pobreza el cual supera el 50% de la población total dato que se refleja en los demás distritos del cantón. [cita requerida]

## Localidades
- Cabecera: Aguas Claras
- Barrios: Ceiba, Golfo, Porras.
- Poblados: Aguas Claras, Buenos Aires, Colonia Blanca, Colonia Libertad, Cuatro Bocas, Chepa (Ángeles), Guayabal, Guinea, La Gloria, Porvenir, Río Negro, Tigra, Torre, Vuelta San Pedro.

## Cultura

### Cortejo nupcial tradicional
Hace muchos años el tema de la familia era muy importante por los valores que se inculcaban en ella, el respeto era trascendental en todo momento y lugar. Por lo tanto, los padres eran exigentes con sus hijos, tanto así que cuando a un muchacho le gustaba una joven y esta le correspondía; el padre del muchacho lo acompañaba a pedir la visita a la casa de la muchacha. Si lograban congeniar, los padres decidían los horarios de visitas y de una vez acordaban una fecha para la boda.
Cuando el muchacho llegaba a visitar a la joven, se sentaban en la sala delante de los padres y no tenían permitido ni siquiera tomar a la muchacha de la mano. Pasado algún tiempo ya podían tomarse de la mano y sentarse en el corredor pero siempre con el ojo vigilante del padre o la madre de la señorita. Antes de casarse algunos debían pasar ciertas pruebas. Por ejemplo; la muchacha debía moler a mano una cajuela de maíz. Por otro lado, el muchacho debía picar con hacha un tronco (entre nudos). Logrando pasar estas pruebas se empezaban con los preparativos de la boda pues esto indicaba que ya estaban preparados para formar un hogar.

### Educación
En cuanto a la educación del circuito escolar 02, cuenta con un total de 19 escuelas, 3 liceos y 1 Liceo Rural, además en la zona existen otros programas educativos tales como CINDEA (nocturno) y Educación para Adultos (impartido por las noches en las escuelas de las comunidades), lo cual se refleja en el bajo índice de analfabetismo . Por otra parte existe un alto número de personas que no han completado la secundaria, puesto que estos deben desertar de los colegios para trabajar y ayudar en los gastos de sus familias.

### Gastronomía
Entre los utensilios de cocina que más se utilizaban se pueden mencionar las siguientes: vasijas y comal de barro, piedra para moler maíz, pala tipo cuchara de madera o de guacal (jícaro), pichel, hojas de cuadrado como platos, peroles, puñales, sartenes, tinajas, batea, calabazo.
Para lavar platos utilizaban la oreja de Guanacaste y para los molederos la hoja de raspa.

### Música y bailes
Los bailes de turno eran alegres, con buena música, se realizaban una vez al año, a tempranas horas y al aire libre. La mayor cantidad de participantes no eran de la comunidad anfitriona, sino de otros poblados aledaños. 
De la zona podemos destacar la calidad artística de nuestros pobladores, ya que miembros de la comunidad integraron grupos musicales llamados Los Socios del Atlántico, Los López y un conjunto de Guayabal, que amenizaba fiestas de cumpleaños, bodas y bailes de turno.  Cabe mencionar que estos bailes en su mayoría eran ejecutados con guitarra, marimba, violín, entre otros instrumentos propiamente elaborados en la zona. Se destaca al cantautor José Ángel Elizondo (Chanel) por su gran aporte a la identidad del pueblo, quien es el autor del himno al cantón de Upala. 
Todavía no se tiene bien claro cuál fue el primer conjunto, fuera de la región, que vino a Aguas Claras, pero las entrevistas apuntan a Los Hicsos o Los Alegrísimos. En cuanto a la primera discomóvil…. Bueno, también ha sido difícil determinar cuál amenizó un baile en esta zona pero las opciones fueron Stereo Flash, Payino y Súper sonido 2000. 
Las personas relatan que para llegar a los bailes cuando estos eran en otra comunidad se iban caminando, en carreta, otros llegaban a caballo y en época de invierno con capa y más recientemente en camión. Lo que sí se tiene claro es, que nuestros antecesores disfrutaban de las tardes bailables, tanto así, que ni los aguaceros ni la distancia los detenían.
Es muy común que hasta el día de hoy, se realicen ferias con actividades taurinas que, aunque no son autóctonas de la zona, sí identifican en gran medida las tradiciones de la región.

### Trajes y vestidos de la zona
Se menciona que las mujeres usaban vestidos de encajes largos, por debajo del tobillo, con estampados de flores grandes; sus cabellos entrenzados con peinetas o con un moño. Las telas usadas eran el diolén y gabardina. 
En el caso de los varones, usaban sombreros de lona; el pelo y la barba lo usaban un poco largo, los pantalones de telas almidonadas llegaban a la cintura, con camisa manga corta, botas de hule y caites.
Para los eventos especiales como bautizos, matrimonios, cumpleaños u otros, las mujeres usaban prendedores, peinetas para el cabello o un moño, con sus mejillas y labios rojizos.  Los hombres generalmente vestían de blanco, camisa manga larga, amarraban pañuelos al cuello, botas de cuero y su sombrero.

## Economía

### Agropecuaria
Las principales actividades socioeconómicas de la comunidad de Aguas Claras son la agricultura y la ganadería, dentro de los cultivos producidos están los tubérculos, los granos básicos, plátano, chile dulce, pepino, vainicas, tomate, pitalla y actividades comerciales. Otra fuente de empleo es la Planta Hidroeléctrica los Negros, Planta Geotérmica Miravalles, Proyecto Eólico Guanacaste, unsa y pollos calvos
Entre los utensilios agrícolas se usaban machete o cutacha, macana, pala, pico, palín, el pilón, sierra de serrucho, los arados, el trapiche, martillo, azadón, cuchillos de palo, hacha, sancho, lima, garabato, calabazo.

### Turismo
El lugar tiene mucho potencial turístico por la gran cantidad de recursos naturales atractivos, sin embargo esta no se desarrolla del todo, porque hay poco conocimiento para ello, (hospedaje, venta de alimentos y locales comerciales).

## Transporte

### Carreteras
Al distrito lo atraviesan las siguientes rutas nacionales de carretera:
- Ruta nacional 164
- Ruta nacional 732
- Ruta nacional 737